# Узункол
Узунко́ль (каз. Ұзынкөл) — село у складі Жанібецького району Західноказахстанської області Казахстану. Адміністративний центр Узункольського сільського округу.
У радянські часи село називалось Узунколь.
Населення — 624 особи (2021; 827 у 2009, 1021 у 1999, 1043 у 1989).